# Обожжённые морозом
«Обожжённые морозом» (норв. Brent av frost) — норвежский фильм 1997 года режиссёра Кнута Эрика Дженсена.

## Сюжет
Молодой рыбак Саймон из деревушки на севере Норвегии во время войны помогал Красной Армии. Но в эпоху «холодной войны» он среди своих назван врагом, что вызывает проблемы у его подруги Лилиан. Саймон лишён покоя, к которому стремится, к жизни в ладу со своей общиной и с самим собой. Чью сторону выбрать? Остаться с теми, кого укрывал у себя от гитлеровских оккупантов во время войны, или встать на сторону СССР? Он должен сделать выбор. И он начинает работать на советскую разведку, предоставляя сведения о рейсах американских самолётов с авиабазы НАТО в Будё. Эта информация играет важную роль в крупной политической драме, когда данные Саймона позволяют Советскому Союзу сбить самолёт U2.

## В ролях
- Стиг Хенрик Хофф — Саймон
- Гёрильд Маусет — Лилиан
- Мортен Андресен — офицер
- Кетиль Хоэг — Эйнар
- Айрис Джоансен — Хедвик
- Юлия Морева — Вера
- Ирина Основина — Галина
- Евгений Сидихин — Лясов
- Орлов Юрий — офицер КГБ
- Виктор Смирнов — генерал КГБ
- Сёренсен, Рейдар — Хардер
- Питер Свенониус — пилот U-2
- Сергей Заморев — надзиратель

## Фестивали и награды
- 1998 — Норвежский кинофестиваль — номинации на Гран-при «Аманда» в категориях «Лучший норвежский фильм», «Лучший актёр» (Стиг Хенрик Хофф) и «Лучший дебют» (Гёрильд Маусет).
- 1998 — Фестиваль северных фильмов в Руане — приз в категории «Лучший актёр» (Стиг Хенрик Хофф).
- 1997 — Международный кинофестиваль в Салониках — фильм номинировался на Гран-при «Золотой Александр».
- 1997 — Международный кинофестиваль Мангейм — Гейдельберг — специальный приз памяти Р. В. Фассбиндера.